# Bythograea vrijenhoeki
Espèce
Bythograea vrijenhoeki est une espèce de crabes de la famille des Bythograeidae.

## Systématique
L'espèce Bythograea vrijenhoeki a été décrite en 2003 par les carcinologistes Danièle Guinot et Luis Alberto Hurtado (d),.

## Répartition
Bythograea vrijenhoeki se rencontre dans le Pacifique sud-ouest à une profondeur comprise entre 2 216 et 2 338 m.

## Description
Femelles et mâles ont une taille maximale d'environ 42 × 24 mm.

### Identification
Bythograea vrijenhoeki a son premier gonopode mâle régulièrement incurvé, plutôt étroit et un peu effilé, sans soies et avec une extrémité pointue. Le deuxième gonopode mâle est courbé, avec des flagelles fins et sinueux. Le gonopode mâle 1 est plus petit que le gonopode mâle 2. Sa plaque suborbitaire est lisse, l'ornementation de sa carapace et des chélipèdes est particulière, et ses pinces sont fortes et ont des plages sétifères et colorées. Le telson est triangulaire, et il y a une ornementation des soies souples et régulièrement disposées.

## Publication originale
- (en) Danièle Guinot et Luis Alberto Hurtado, « Two new species of hydrothermal vent crabs of the genus Bythograea from the southern East Pacific Rise and from the Galapagos Rift (Crustacea Decapoda Brachyura Bythograeidae) », Comptes Rendus. Biologies, Académie des sciences, vol. 326, no 4,‎ 1er avril 2003, p. 423-439 (ISSN 1631-0691 et 1768-3238, OCLC 49200702, PMID 12876893, DOI 10.1016/S1631-0691(03)00126-4).